# (4436) Ortizmoreno
(4436) Ortizmoreno est un astéroïde de la ceinture principale.

## Description
(4436) Ortizmoreno est un astéroïde de la ceinture principale. Il fut découvert le 9 mars 1983 à la station Anderson Mesa par Ewan Barr. Il présente une orbite caractérisée par un demi-grand axe de 3,25 UA, une excentricité de 0,06 et une inclinaison de 17,3° par rapport à l'écliptique.
Il est nommé d'après l'astronome espagnol José Luis Ortiz Moreno, connu entre autres pour la découverte de la planète naine Hauméa.

## Compléments